# اچ‌ام‌ای‌اس سیدنی (۱۹۱۲)
اچ‌ام‌ای‌اس سیدنی (به انگلیسی: HMAS Sydney) یک رزم‌ناو سبک نیروی دریایی سلطنتی استرالیا بود که در سال ۱۹۱۲ میلادی ساخته و سال بعد وارد خدمت شد.

## نبرد جزایر کوکوس
در نخستین ساعات صبح روز نهم نوامبر سال ۱۹۱۴ میلادی، سیدنی در حالیکه یک کاروان نیرو را مشایعت می کرد از پایگاه مخابراتی بریتانیایی در جزایر کوکوس پیامی مبنی بر مشاهده یک کشتی جنگی ناشناس دریافت کرد. سیدنی بلافاصله جهت بررسی موقعیت، با تمام سرعت به سمت جزایر کوکوس به راه افتاد. پس از رسیدن به مقصد در ساعت 9 صبح، با اس‌ام‌اس امدن، رزم‌ناو سبک آلمانی که بخشی از خدمه خود را جهت انهدام تاسیسات مخابراتی در جزایر کوکوس پیاده کرده بود، مواجه شد.
سیدنی از فاصله ۸۷۰۰ متری سمت حرکت خود را به موازات امدن تغییر داد. آتش نخست از توپ‌های امدن به سمت دشمن گشوده شد. دو گلوله امدن با سیدنی برخورد کردند که یکی برجک عقب کنترل آتش را از کار انداخت و دیگری با وجود اصابت به محفظه مهمات، منفجر نشد.
توپ‌های ۱۵۲ میلی‌متری (۶ اینچی) سیدنی، پس از چند شلیک ناموفق، نهایتاً فاصله را کشف کرده و خسارت شدیدی به امدن وارد آوردند. با ادامه تبادل آتش، گلوله ای سکان و گلوله دیگری ابزار تغییر جهت دستی امدن را نیز از کار انداخت. ضربات بعدی سیدنی فاصله‌یاب امدن را منهدم نمود و تلفات گسترده‌ای به خدمه توپ‌های آن زد.
هر گاه امدن جهت قرار دادن سیدنی در برد اژدرهای خود تلاش می کرد خود را به به این ناو نزدیک سازد، ناو استرالیایی با چرخش فاصله خود را حفظ می کرد.
ساعت ده، گلوله ای به یکی از توپ‌های آماده شلیک امدن اصابت و آتش بزرگی به پا نمود.
ساعت ده و چهل و پنج دقیقه با از دست دادن تعداد زیادی از توپ‌ها و خدمه و تحمل آسیب‌های جدی در بدنه و دودکش‌ها، امدن برای جلوگیری از غرق شدن و حفظ جان مابقی خدمه، خود را به ساحل یکی از جزیره‌های مرجانی شمالی رساند.
پس از پایان نبرد، سیدنی رو به بورسک، کشتی فله‌بر امدن که تازه به محل رسیده بود، کرد تا آن تصرف کند اما خدمه با مشاهده نزدیک شدن ناو استرالیایی، کشتی خود را غرق کردند. سیدنی پس از برداشتن خدمه بورسک، ساعت چهار بعد از ظهر دوباره به سمت امدن رفت تا امکان تسلیم خدمه آن را بررسی کند. با وجود چندین پیام ارسال شده از طرف سیدنی، با توجه به سوزانده شدن کتاب‌های سیگنال دهی، آلمانی‌ها قادر به پاسخگویی نبودند. با برافراشته بودن پرچم جنگ امدن و در نتیجه عدم دریافت جواب، سیدنی به خیال ادامه مقاومت دشمن، دو بار دیگر به سمت آن شلیک کرد که این بار با پایین کشیدن پرچم جنگ و بالا رفتن پرچم سفید رنگ، به آن پایان داد.
در جریان این درگیری، در مجموع شانزده گلوله از امدن به سیدنی برخورد کرد که به مرگ سه تن از خدمه آن و زخمی شدن سیزده تن انجامید. یکی از زخمی‌ها نیز بعداً در اثر شدت جراحات جان باخت. بیشتر این گلوله با توجه زره ضخیم سیدنی، با خسارت حداقلی، بر آن کارگر نیفتاند. در طرف مقابل، از مجموع ۶۷۰ گلوله شلیک شده از سیدنی قریب به ۱۰۰ گلوله به هدف اصابت کرد که موجب مرگ ۱۳۳ تن از ۳۷۶ خدمه امدن گشت. 
روز بعد افراد باقی مانده از خدمه امدن به اسارت درآمدند.